# Charles Nuitter
Charles Nuitter, vlastním jménem Charles-Louis-Étienne Truinet, (24. dubna 1828, Paříž – 24. února 1899 tamtéž) byl francouzský právník, dramatik a libretista.
Působil jako advokát u Cour d'appel de Paris. V 60. letech 19. století začal organizovat archiv Opéra de Paris.
Spolupracoval na mnoha libretech, dramatech a baletech.

## Dílo
- Les Bavards, opera-bouffe, hudba Jacques Offenbach
- Il signor Fagotto (1863, Offenbach)
- Les bavards (1863, Offenbach)
- Les Fées du Rhin (1864, Offenbach)
- Une fantasia (1865, Hervé)
- La source (1866, Delibes a Minkus — balet)
- Vert-Vert, opera (spoluautor Henri Meilhac), hudba Jacques Offenbach
- Coppélia (1870, Delibes — balet)
- Boule de neige (1871, Offenbach)
- Whittington (1874, Offenbach)
- Maître Péronilla (1878, Offenbach)
- Le cœur et la main (1882, Lecocq)
- La Volière, spoluautor Alexandre Beaume, Théâtre des Nouveautés 1888
- Hellé (1896, Duvernoy)

Přeložil také řadu libret z němčiny, hlavně od Richarda Wagnera.